# North of Scotland Hydro-Electric Board
Das North of Scotland Hydro-Electric Board (NoSHEB) wurde 1943 gegründet, um den Entwurf, den Bau sowie den Betrieb von Wasserkraftwerken in den Highlands voranzubringen. Treibende Kraft hinter dem Vorhaben war der schottische Politiker Tom Johnston. Er leitete das Unternehmen zwischen 1945 und 1959.

## Entstehung
Durch den Hydro-Electric Development (Scotland) Act aus dem Jahr 1943 wurden sämtliche Energieversorgungsunternehmen im gesamten Vereinigten Königreich verstaatlicht. Das Gesetz sah hierfür die Gründung des NoSHEB und die Übernahme des gesamten Vermögens der im nördlichen Schottland ansässigen Energieversorger durch dieses vor. Diese Übernahme war bis 1948 abgeschlossen. Seinen Hauptsitz hatte das Unternehmen in der Rothesay Terrace in Edinburgh.

## Aufgaben und Aufbau
Innerhalb des NoSEB gab es drei wesentliche Ausschüsse, den Technikausschuß, den Architekturausschuss und den Fischereiausschuß. Während der Technikausschuss Aufträge aus dem Bereich des Bauingenieurwesens und der Elektrotechnik vergab, war der Architekturausschuss für das Aussehen und der Fischereiausschuss für die Einhaltung von Vorschriften des Umweltschutzes zuständig.

## Auflösung
Im Zuge der Reprivatisierung wurde 1989 die North of Scotland Electricity plc gegründet, welche das gesamte Vermögen des NoSHEB übernahm. Der Firmenname wurde kurze Zeit später jedoch in Scottish Hydro-Electric plc geändert. Im März 1990 wurde das NoSHEB schließlich aufgelöst und die Hauptniederlassung der neuen Firma wurde von Edinburgh nach Perth verlegt. Die Privatisierung war im Juni 1991 abgeschlossen. 1998 kam es zum Zusammenschluss mit Southern Electric plc und es entstand die Scottish and Southern Energy plc. Unter dem Namen Scottish Hydro-Electric werden heute die in Schottland betriebenen Geschäfte des Unternehmens zusammengefasst.

## Weiterführende Literatur
- Peter Lester Payne: The hydro : a study of the development of the major hydro-electric schemes undertaken by the North of Scotland Hydro-Electric Board. Aberdeen University Press, Aberdeen 1988, ISBN 0-08-036584-1.
- Siobhan McConnachie: James Shearer and the North of Scotland Hydro Electric Board. In: Journal of the Architectural Heritage Society of Scotland. Volume XIV. Edinburgh University Press, 2003, ISSN 1350-7524, ZDB-ID 1111445-9, S. 104–118, doi:10.3366/arch.2003.14.1.104.